# Azúcar cande

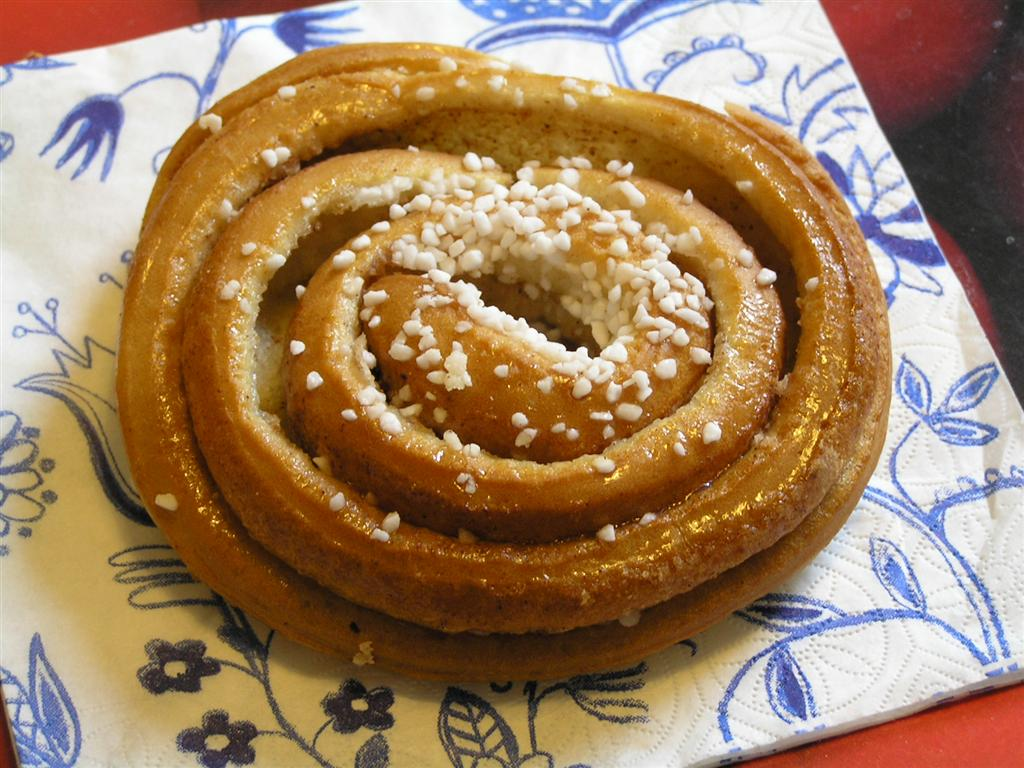
Rollo de canela sueco con azúcar cande machacado.

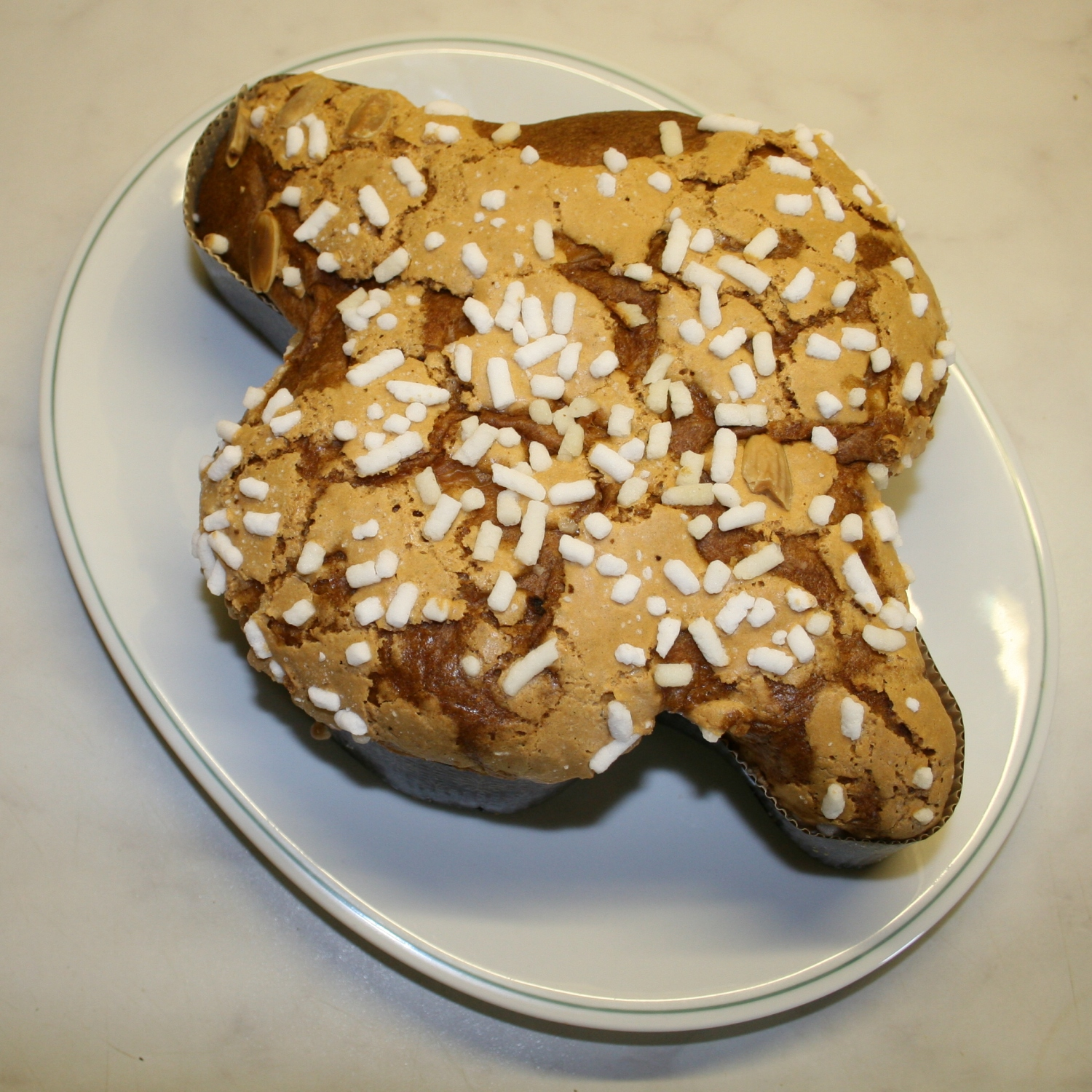
Colomba pasquale italiana con azúcar cande extruido.

El azúcar cande, azúcar candi o azúcar perlado es un producido de azúcar blanco refinado con aspecto de cristales muy gruesos, duros, de color blanco opaco y que no funde a las temperaturas usadas habitualmente en repostería. Suele obtenerse triturando bloques de azúcar blanco, y tamizándolo para recuperar los trozos de un diámetro dado. También puede producirse por extrusión.
Se conoce como pärlsocker (‘azúcar perla’) en Suecia, y perlesukker en otros países escandinavos, salvo Finlandia, donde se llama helmisokeri (también ‘azúcar perla’) o más comúnmente raesokeri (‘azúcar granizo’). En estos países, el azúcar cande se usa extensivamente para decorar diversos pasteles, dulces y galletas, especialmente pulla, magdalenas y bollos, como los kanelbullar (rollos de canela) y chokladbollar.
En Alemania se conoce como hagelzucker y se usa tradicionalmente en dulces navideños y rollos de canela.
En Bélgica se usa en los gofres belgas, mientras en Frisia (Países Bajos) se usa en el sûkerbôle (pan de azúcar).